# Karangmangu (Ngambon)
Karangmangu is een bestuurslaag in het regentschap Bojonegoro van de provincie Oost-Java, Indonesië. Karangmangu telt 1302 inwoners (volkstelling 2010).